# Vårdö
Vårdö is an island đô thị of Åland, an autonomous territory of Phần Lan.
Đô thị này có dân số 444 người (thời điểm năm 2007) và diện tích 101,91 km² trong đó có 0,58 km² là diện tích mặt nước. Mật độ dân số là 4.4 người trên mỗi km².
Dân đô thị này chỉ sử dụng tiếng Thụy Điển.
Các nhà văn Phần Lan Sally Salminen và Anni Blomqvist sinh ra ở Vårdö. Blomqvist sống cả đời ở đảo nhỏ Simskäla.